# Citrompityer
A citrompityer (Macronyx sharpei) a madarak osztályának verébalakúak (Passeriformes)  rendjébe és a billegetőfélék (Motacillidae) családjába tartozó faj.

## Rendszerezése
A fajt Frederick John Jackson angol ornitológus írta le 1904-ben. Egyes szervezetek a Hemimacronyx nembe Hemimacronyx sharpei néven, sorolták az Anthus nembe  Anthus sharpei néven is. Tudományos faji nevét Richard Bowdler Sharpe brit zoológusról kapta.

## Előfordulása
Kenya területén honos. Természetes élőhelyei a szubtrópusi és trópusi magaslati gyepek. Állandó, nem vonuló faj.

## Megjelenése
Testhossza 17 centiméter.

## Természetvédelmi helyzete
Az elterjedési területe kicsi és gyorsan csökken, egyedszáma szintén csökken. A Természetvédelmi Világszövetség Vörös listáján veszélyeztetett fajként szerepel.